# Maurice Godelier

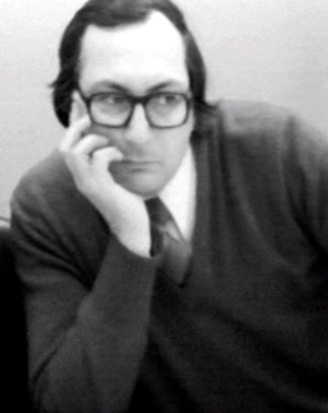
Maurice Godelier, 1977

Maurice Godelier (* 28. Februar 1934 in Cambrai) ist ein französischer Anthropologe. Er gilt als Begründer der neomarxistischen Wirtschaftsethnologie und ist Spezialist für die Gesellschaften Ozeaniens und ist emeritierter Professor (Directeur d’études) an der École des Hautes Études en Sciences Sociales (EHESS) in Paris.

## Leben
Godelier besuchte die École normale supérieure von Saint Cloud, die er mit der Agrégation (Lehrbefähigung für Gymnasien und Universitäten) im Fach Philosophie und einer Licence (Staatsexamen) in Psychologie und Neuphilologie abschloss. Nach dem Studium in Lille und Paris war er ab 1963 an der École des Hautes Études en Sciences Sociales zunächst als Dozent und von 1975 bis 1982 als Professor für Wirtschaftsethnologie tätig. Dort war er auch Projektleiter bei Fernand Braudel und Oberassistent von Claude Lévi-Strauss. Zwischen 1970 und 1988 führte er zahlreiche Feldstudien bei den Baruya in Papua-Neuguinea durch. Von 1982 bis 1986 leitete er die Abteilung für Human- und Sozialwissenschaft am Centre national de la recherche scientifique (CNRS), wo er den Lehrstuhl für Soziale Logik von Produktion und Macht innehatte. 1989 wurde er mit dem Gay-Lussac-Humboldt-Preis ausgezeichnet. 2001 erhielt Godelier von der Direktion des CNRS die Goldmedaille. Er genießt internationales Renommee als Anthropologe und gilt als Spezialist für die Gesellschaften Ozeaniens.
Godelier ist ein Schüler des marxistischen Philosophen Louis Althusser und gilt zusammen mit den Ethnologen Claude Meillassoux und Emmanuel Terray als Begründer der so genannten neomarxistischen Schule der französischen Ethnologie.

## Die theoretische Position Godeliers
Godelier gilt als Vertreter des Neostrukturalismus. Seine Weiterführung des Strukturalismus schlägt eine Brücke zum Neomarxismus, weshalb er als Begründer der neomarxistischen Wirtschaftsethnologie gilt.

### Neostrukturalismus
Sein theoretischer Ansatz führt den Strukturalismus weiter, indem er ihn mit dem historischen Materialismus bzw. dem dialektischen Ansatz von Marx verbindet, um „der verborgenen Logik des ökonomischen Systems und der Notwendigkeit ihres geschichtlichen Werdens und Vergehens auf den Grund zu gehen“ und so den Widerspruch zwischen historischer Dynamik und gesellschaftlich auf Dauer angelegten Strukturen aufzuheben.

### Neomarxismus
Godeliers neomarxistische Wirtschaftsethnologie wird auch als „Neue Wirtschaftsethnologie“ bezeichnet. Diese Richtung kam in den sechziger und siebziger Jahren in Frankreich auf und löste die „Alte Wirtschaftsethnologie“ ab, die ihren Höhepunkt in der Substantivismus-Formalismus-Debatte erreicht hatte. In seinem Werk „Rationalité et irrationalité en économie“ von 1966 eröffnet Godelier eine theoretische Perspektive, die von einer Einbettung der wirtschaftlichen Aktivitäten in den sozialen Strukturen (wie die Religion und die Politik) einer Gesellschaft ausgeht. Godelier sieht in diesen sozialen Strukturen die Basis für die Produktion und Reproduktion der Wirtschaft.

## Feldforschungen
Maurice Godelier begann seine Feldforschung 1967 bei den Baruya, einer klassenlosen Gesellschaft von ca. 2000 Menschen, die im Hochland Papua-Neuguineas leben.
Die Feldforschung bei den Baruya nahm zwischen 1966 und 1988 insgesamt sieben Jahre seiner Zeit in Anspruch. Er fokussierte sich auf Probleme, die eher allgemeiner theoretischer Natur sind (die Macht und die Rolle der Imagination in der sozialen Reproduktion). Genauer untersuchte er dort die Zusammenhänge von Natur, Arbeit und Sozialstruktur mit der Entstehung politischer Macht und deren Bedeutung für die Entwicklung ideeller Konstrukte.
1982 entstand aus seinen zusammengefassten Materialien sein erstes Werk „La Production des Grands Hommes“ (big men, great men Konzept), welches zentral für die Analyse von Machtverhältnissen in Melanesien wurde.
Themen, die Godelier während seiner Feldforschungen beschäftigten:
- die Rolle des Ideellen (mentales Konstrukt) in sozialen Beziehungen
- die Unterscheidung zwischen der Imagination und der Symbolik (symbolische Praxis)
- die Unterscheidung zwischen Gabe, Geschenk und unveräusserlichen Dingen (Reziprozität)[7]

Aus seinen Feldforschungen sind zahlreiche Publikationen und Filme entstanden.

## Werk
Godelier behandelt in seinen Werken zum einen den Umgang der australischen Kolonialherrschaft mit verschiedenen Ethnien sowie den daraus resultierenden sozialen Wandel in Ozeanien. Er beschäftigt sich außerdem mit dem Aufbau von Gesellschaften, die von Verwandtschaftsstrukturen abhängig sind, und zeigt die Bedeutung sexueller Figuren und die ungleiche Verteilung der Geschlechterrollen in ihnen auf. Dadurch versucht er die männliche Dominanz in der Herrschaft zu erklären.
Godeliers Werke wurden in zahlreiche Sprachen übersetzt.

### Hauptwerk
Godeliers Hauptwerk „La production des Grands Hommes“ wurde 1982 publiziert. Die zentrale Fragestellung ergibt sich schon aus dem Titel, nämlich wie die „Grands Hommes“ entstanden sind, wodurch sie sich auszeichnen und wie sie sich als solche in der Gesellschaft etabliert haben. Das Buch schildert das Ergebnis seiner Feldforschungen ab 1966 bei den Baruya, einer Ethnie des Hochgebirges von Papua-Neuguinea. Die Baruya lebten bis zur Unterwerfung unter die Kolonialverwaltung Australiens im Jahre 1960 sowohl staaten- als auch klassenlos. Godelier versucht in seinem Werk die soziale Organisation der Baruya zu analysieren, welche stark von der männlichen Herrschaft und somit von einer Ungleichheit zwischen den Geschlechtern geprägt ist. „Ein Teil der Gesellschaft, die Männer, lenkte den anderen, die Frauen; sie regierten die Gesellschaft zwar nicht ohne die Frauen, aber gegen sie. Damit kommt der Fall der Baruya, einer klassenlosen Gesellschaft, zu all denen hinzu, die bereits deutlich davon zeugen, daß die Ungleichheit unter den Geschlechtern, die Unterordnung, Unterdrückung, ja Ausbeutung der Frauen gesellschaftliche Realitäten sind, die nicht erst mit dem Auftauchen der Klassen entstanden, sondern schon vorher existierten, auch wenn sich die Herrschaft der Männer mit den tausend Formen der Ausbeutung des Menschen durch den Menschen, die den unseren vorausgingen, auf tausenderlei Arten gefestigt und erneuert hat.“
Das Buch erhielt einen Preis der Académie française und hat dauerhaften Einfluss in der Anthropologie.

## Veröffentlichungen (Auswahl)
- Rationalité et irrationalité en économie,  Éd. Maspéro, Paris 1966.
  - dt.: Rationalität und Irrationalität in der Ökonomie. Übersetzt von Monika Noll und Rolf Schubert, Europäische Verlagsanstalt, Frankfurt am Main 1972, ISBN 978-3434301394.
- Horizon, trajets marxistes en anthropologie, Maspero, Paris 1973.
  - dt.: Ökonomische Anthropologie. Untersuchungen zum Begriff der sozialen Struktur primitiver Gesellschaften. Übersetzt von Wolf H. Leube und Hans-Horst Henschen, Rowohlt, Reinbek b. Hamburg 1973, ISBN 9783499250439.
- La production des grands hommes: pouvoir et domination masculine chez les Baruya de Nouvelle-Guinée, Fayard, Paris 1982.
  - dt.: Die Produktion der Großen Männer. Macht und männliche Vorherrschaft bei den Baruya in Neuguinea. Übersetzt von Eva Moldenhauer, Campus Verlag, Frankfurt am Main 1987, ISBN 978-3593336541.
- L'idéel et le matériel : pensée, économies, sociétés, Fayard, Paris 1984.
  - dt.: Natur, Arbeit, Geschichte. Zu einer universalgeschichtlichen Theorie der Wirtschaftsformen. Übersetzt von Roswitha Schmid, Junius Verlag, Hamburg 1990, ISBN 978-3885065067.
- L'énigme du don. Ed. Fayard, Paris 1996.
  - dt.: Das Rätsel der Gabe. Übersetzt von Martin Pfeiffer, C.H. Beck, München 1999, ISBN 978-3406452673.
    - Rezension von Elisabeth von Thadden in Die Zeit, Dezember 1999.
- La production du corps. Approches anthropologiques et historiques et Le corps humain, supplicié, possédé, cannibalisé. Von Maurice Godelier und Michel Panoff zusammengestellte und herausgegebene Textsammlung. Archives contemporaines, Amsterdam 1998, ISBN 9789057090028.[9]
- Métamorphoses de la parenté. Ed. Fayard, Paris 2004, ISBN 978-2213614908.
  - Engl. The Metamorphoses of Kinship. Übersetzt von Nora Scott, Verso, London 2011, ISBN 9781844677467.
    - Rezension von Jack Goody in New Left Review, Dezember 2005 (in englischer Sprache).